# Brač

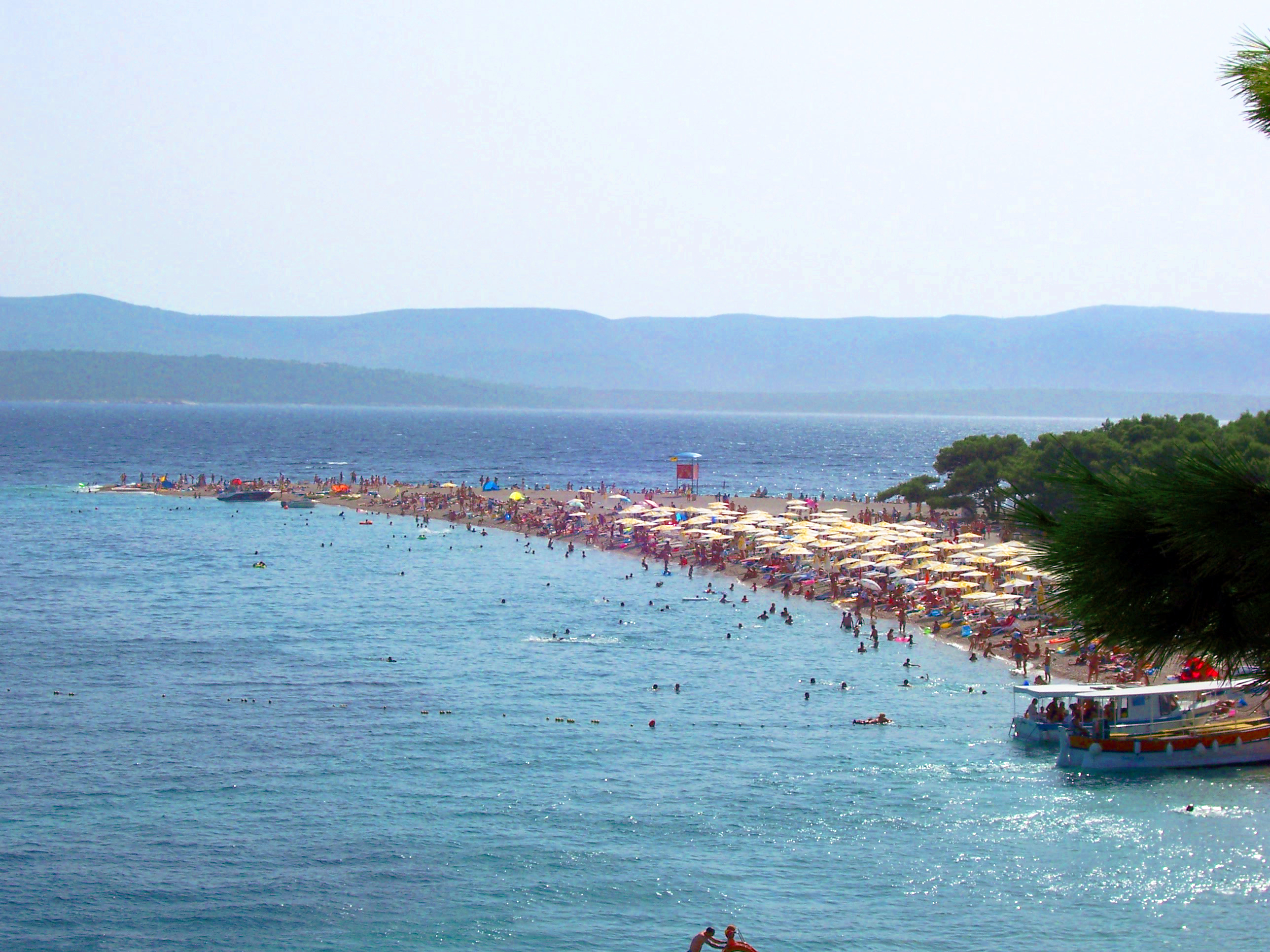
Platja de Bol

Brač (de vegades escrit "Brac", pronunciació [ˈbɾaːtʃ]) és una illa de la regió de Dalmàcia, situada a Croàcia. El poble principal és Supetar (italià: San Pietro di Brazza) i una de les seves principals atraccions és la platja de Bol, que es troba en un altre poble al sud de l‘illa. L'illa té una població de 13.956 habitants. Hi ha un autobús que recorre l'illa de nord a sud i viceversa (Supetar-Bol-Supetar), dura aproximadament una hora. Té connexió regular per ferri amb Split.

## Història
L'illa ha estat poblada des de fa milers d'anys. A més de restes de la cultura iliria, s'han trobat vestigis del Paleolític.
Els romans en conquistar la Dalmacia van anomenar a l'illa Bretia. (o també Brattia) Durant segles posteriors va ser envaïda per àvars i tribus eslaves.
Durant els segles xiii i xiv l'illa va estar sota l'autoritat de la República de Venècia, i se li va donar el nom de Brazza. Més tard s'incorporaria al regne d'Hongria, per després tornar a domini venecià.
Al segle xviii l'illa va ser disputada pels venecians, l'Imperi Otomà i la corona d'Habsburg. Finalment, en 1815 el Congrés de Viena la va assignar a l'Imperi Austrohongarès juntament amb la resta de Croàcia.
Durant la segona meitat del segle xix i les primeres dècades del segle XX els seus habitants van emigrar cap a països com Xile, Argentina, Austràlia, Nova Zelanda, Alemanya i Àustria. De fet, al primer país el 90 % dels descendents de croats té els seus ancestres en aquesta illa. Després de la Primera Guerra Mundial, el 1918 l'illa va ser integrada a Iugoslàvia. El 1991, va passar a formar part de la recentment independitzada Croàcia.
En 1999 va ser batejat un asteroide conegut pel nom 10645 (Brac) en el seu honor, per que va ser descobert en l'observatori Višnjan, situat a l'illa.

## Economia
L'illa ha depès principalment de l'agricultura i la pesca. Plini el Vell comentava positivament sobre el vi, oli d'oliva i el formatge de cabra produït allí.
No obstant això, l'illa ha estat famosa per la seva pedra blanca, que ha estat utilitzada per construir palaus com el de Dioclecià en Split i la Casa Blanca a Washington.
En temps més recents, s'ha donat un fort impuls al turisme, a causa de la confluència de diferents cultures i les seves obres.

## Ciutats i pobles
Algunes ciutats i pobles de l'illa que podem destacar són: Supetar, Pučišća, Splitska, Postira, Nerežišći, Donji Humac, Milna, Mirca, Gornji Humac, Selca, Ložičća.

## Personalitats
A l'illa de Brač van néixer els ancestres de diverses personalitats sud-americanes d'ascendència croata:
- Filip Lukšić, marina mercant, pare d'Arturo Lussich (metge i polític) i d'Antonio Lussich (arboricultor);
- Šime Matulić, avi matern del metge uruguaià Teodoro Vilardebó;
- Polikarp Lukšić, de qui descendeix la família Luksic, important al món empresarial de Xile.
- Mateo Franulić, pare de Lenka Franulic destaca pionera del periodisme xilè i escriptora.